# Campoplex interruptus
Campoplex interruptus är en stekelart som beskrevs av Horstmann 1993. Campoplex interruptus ingår i släktet Campoplex och familjen brokparasitsteklar. Arten är reproducerande i Sverige. Inga underarter finns listade.